# Sandina Stan
Sandina Clelia Stan (n. 1917, Iași – d. 1989) este o actriță română de teatru, de film și televiziune. Este notabilă pentru rolurile sale în filme ca Fair Play (1977), Frații Jderi (1974) sau Portretul unui necunoscut (1961). Profesoară, scriitoare, artistă emerită (1956).

## Biografie
A studiat la Conservatorul din Iași la clasa profesoarei Agatha Bârsescu. După absolvire, a studiat canto la Paris la Ecole normale de musique a lui Alfred Cortot, Jacques Thibaud și Pablo Casals și arta teatrală cu Charles Dullin.
Sandina Stan a predat cursuri de dicție la Institutul de Artă Teatrală și Cinematografică „Ion Luca Caragiale” din București unde a fost șefa catedrei Arta și Tehnica Vorbirii.
A scris două cărți: Tehnica vorbirii scenice (Editura Didactică și Pedagogică, 1967) și Arta vorbirii scenice (Editura Didactică și Pedagogică, 1972).

## Distincții
Pentru meritele sale artistice, actrița Sandina Stan a primit următoarele distincții:
- titlul de Artist Emerit al Republicii Populare Romîne (6 iulie 1956) „cu prilejul împlinirii a 10 ani de la înfințarea Teatrului Armatei, pentru merite deosebite în muncă”[8]
- Ordinul Meritul Cultural clasa a III-a (6 noiembrie 1967) „pentru merite deosebite în domeniul artei dramatice”[10]
- Ordinul Muncii clasa a II-a (26 iunie 1969) „în semn de prețuire a personalului didactic pentru activitatea meritorie în domeniul instruirii și educării elevilor și studenților și a contribuției aduse la dezvoltarea învățămîntului și culturii din patria noastră”[11]

## Roluri în teatru
- Hilda în Constructorul Sonelss de Henrik Ibsen (la Paris)[3]

Teatrul Național „Vasile Alecsandri” din Iași
- Banque Nemo, în regia lui Aurel I. Maican[3]
- Alteța sa iubește
- Suzana
- Geisha
- Luna de miere
- D-ra ciocolată

Teatrul Regina Maria din București
- Nunta de argint (anii 1940)[3]

Teatrul de Comedie din București
- Problemă de rezolvat
- Jocul de-a vacanța de Mihail Sebastian

Teatru radiofonic
- Vasilisa Karpovna în Azilul de noapte de Maxim Gorki (înregistrare din 1957), adaptare de Val Săndulescu, regia artistică Mihai Zirra[12]
- Mama în Făt-Frumos din lacrimă de Mihai Eminescu (1970), adaptare de Mircea Ștefănescu, regia artistică Constantin Moruzan[13]
- Împărăteasa în Voinicul Cît-zece de Mircea Popescu [14]
- Femeia în Crăiasa Zăpezilor de Hans Christian Andersen[15]

## Filmografie
- Pasărea furtunii (1957)
- Portretul unui necunoscut (1960-61) – doamna din tren
- Mîndrie (1961)
- La vârsta dragostei (1963-64) – mama Anei
- Un nasture sau absolutul (TV, 1970)[16]
- Frații Jderi (1974) – comisoaia Ilisafta
- Ștefan cel Mare - Vaslui 1475 (1975) – comisoaia Ilisafta
- Fair-play (1977) – soția lui Andrei